# 穹若鯡
穹若鯡為輻鰭魚綱鲱形目鲱科的其中一種，其种加词“arcuata”意为“弓形的”、“弯曲的”。分布於西南大西洋區，從巴西南部至阿根廷海域，棲息深度可達50公尺，體長可達9公分，棲息在沿海海域、河口區，成群活動，可做為食用魚。